# Upplands runinskrifter 927
Upplands runinskrifter 927 är ett försvunnet vikingatida runstensfragment i Uppsala domkyrka, Uppsala och Uppsala kommun. Detta fragment fanns 1666, enligt Johannes Schefferus, vid fjärde pelaren på södra sidan av högkoret. Fragmentet är inte omtalat av någon annan källa vare sig före eller efter Schefferus.

## Inskriften
Translitterering av runraden:
[kui +]
Normalisering till runsvenska:
...
Översättning till nusvenska:
...